# Society for Humanitarian Solidarity
La Society for Humanitarian Solidarity è una Organizzazione Non Governativa non profit umanitaria che ha sede nel distretto di Mayfa'a (Governorato di Shabwa) vicino ad Aden, Yemen. È stata fondata da Naseer Salim Ali Al-Hamairy nel 1995.
La SHS fornisce assistenza ai rifugiati e migranti che arrivano in Yemen ogni anno. La NGO ha 290 membri nel suo staff. L'organizzazione assiste anche la comunità locale di Ahwar, nel distretto di Mayfa'a, e di Hadramaut in modo da mitigare l'impatto dei nuovi arrivi sulla popolazione locale. La NGO ha vinto il Nansen Refugee Award, dedicato dalla UNCHR.